# Vaivara (Dorf)
Koordinaten: 59° 22′ N, 27° 46′ O
Das Dorf Vaivara (estnisch Vaivara küla, deutsch veraltet Waiwara) liegt im Kreis Ida-Viru (Ost-Wierland) im Nordosten Estlands. Bis 2017 lag das Dorf in der gleichnamigen Landgemeinde (Vaivara vald). Seit 2017 liegt es in der Stadtgemeinde Narva-Jõesuu.

## Beschreibung und Geschichte
Vaivara hat 169 Einwohner (Stand 1. Januar 2012). Es liegt südlich der Stadt Sillamäe. Die Entfernung nach Narva beträgt etwa 25 km.
Der Ort wurde erstmals 1424 als Wayver urkundlich erwähnt.

## Bahnhof Vaivara

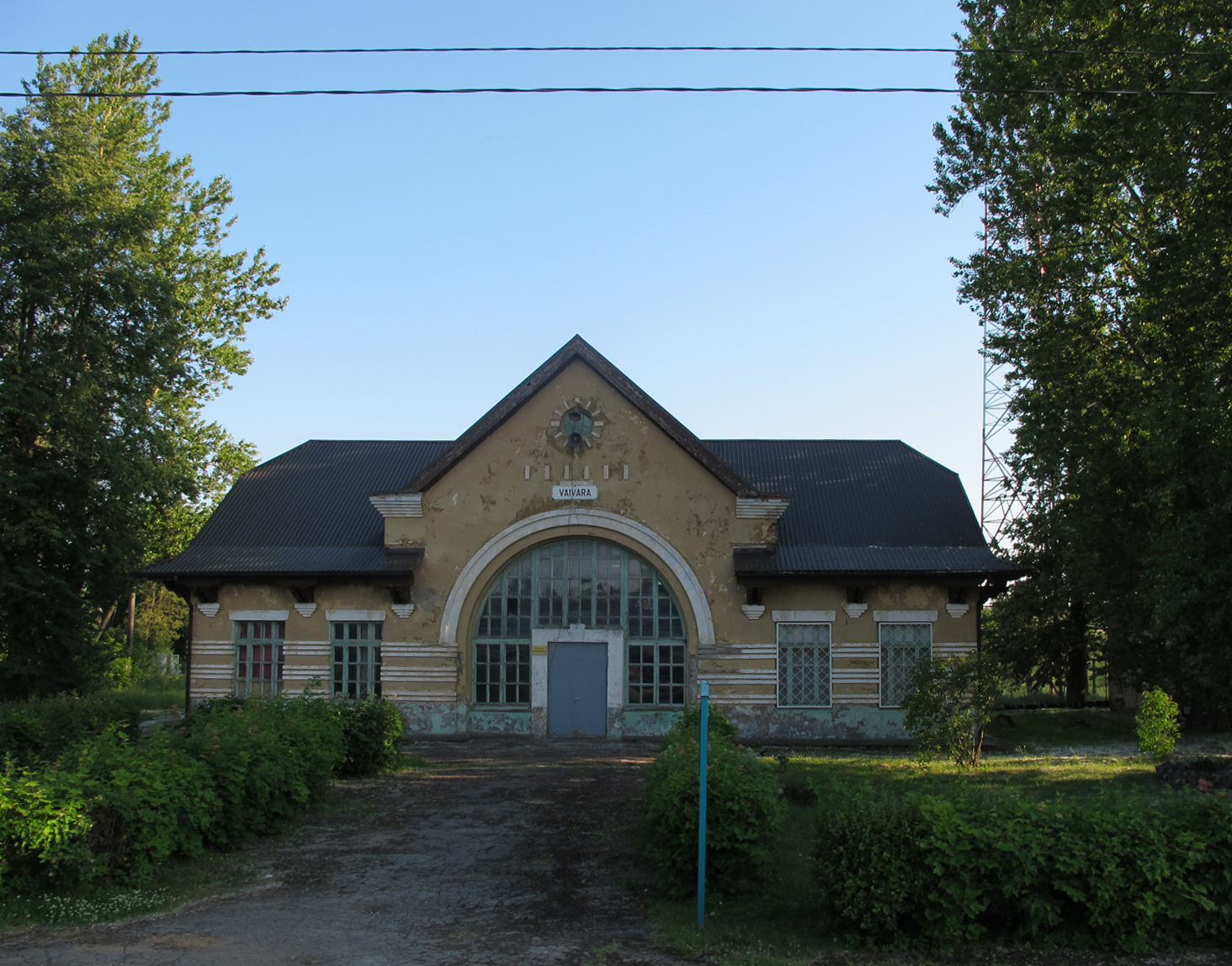
Bahnhofsgebäude von Vaivara

Der Ort liegt an der 1870 fertiggestellten Bahnstrecke, die die estnische Hauptstadt Tallinn mit der Grenzstadt Narva verbindet. Die Bahnlinie wird heute von der estnischen Edelaraudtee betrieben.
Das historische Bahnhofsgebäude wurde während des Zweiten Weltkriegs zerstört. Während der Stalin-Zeit entstand ein neuer Bau aus Stein.

## Persönlichkeiten
- Heinrich Dieterichs (1781–1843), russischer General der Artillerie und Bergchef der Uralhüttenwerke
- Georg Friedrich Dieterichs (1779–1852), russischer Generalleutnant und Militärrichter
- Woldemar von Arpshofen (1832–1890), russischer Generalleutnant und Stadthauptmann von Odessa